# Amata nigricornis
Amata nigricornis är en fjärilsart som beskrevs av Alphéraky 1883. Amata nigricornis ingår i släktet Amata och familjen björnspinnare. Inga underarter finns listade i Catalogue of Life.